# Arteria sphenopalatina
Die Arteria sphenopalatina (Keilbein-Gaumen-Arterie) ist ein Blutgefäß des Kopfes. Sie entspringt dem Endabschnitt der Arteria maxillaris in der Fossa pterygopalatina und zieht durch das Foramen sphenopalatinum des Gaumenbeins – zusammen mit der gleichnamigen Vene und den Nasenästen (Rami nasales, bei Tieren als Nervus nasalis caudalis bezeichnet) des Nervus pterygopalatinus – in die Nasenhöhle. 
Die Arteria sphenopalatina versorgt große Teile der Nasenhöhle, unter anderem auch das gefäßreiche Gebiet der Nasenscheidewand (Locus Kiesselbachi), welches besonders häufig Ausgangspunkt für Nasenbluten ist. Gegebenenfalls kann die Arterie bei exzessivem Nasenbluten unterbunden werden. 